# Abbás paša
Abbás paša (také Abbás Hilmí, arabsky عباس حلمي‎, 1. července 1813 Džidda – 13. července 1854 Banha) byl místokrálem Egyptského ejáletu z dynastie Muhammada Alího. V roli vládce Egypta nahradil svého strýce Ibráhíma pašu a vládl v letech 1848–1854.
Narodil se v Džiddě, kde byl jeho otec v rámci tažení proti wahhábitům. Vychováván byl posléze v Káhiře, a následně od mladého věku začal zastával díky protekci svého dědečka Muhammada Alího Paši významné funkce. Vlády nad Egyptem se ujal nejprve v roce 1848 jako regent za duševně nemocného Muhammada Alího, když předchozí regent, Ibráhím paša, zemřel. Řádným místokrálem se stal po smrti Muhammada Alího Paši v roce 1849.
V rámci mezinárodní politiky se snažil udržet značnou míru autonomie, kterou na Osmanské říši získal Egypt za vlády jeho děda, oslabil vazby na Francii a posílil spolupráci s Velkou Británií, která jej naopak podporovala proti Vysoké portě. Smíru s Osmanskou říší a udržení autonomie pomohlo, že sultán Abdülmecid I. potřeboval Abbásovu vojenskou pomoc v Krymské válce.
Dne 13. července 1854 zavraždili Abbáse dva jeho vlastní otroci.